# Tibioplus
Tibioplus Chamberlin & Ivie, 1947 è un genere di ragni appartenente alla famiglia Linyphiidae.

## Distribuzione
Le due specie oggi attribuite a questo genere sono state reperite nella regione paleartica e in Alaska.

## Tassonomia
Per la determinazione delle caratteristiche di questo genere, sono stati presi in considerazione gli esemplari denominati Tibioplus nearcticus Chamberlin & Ivie, 1947.
A giugno 2012, si compone di due specie:
- Tibioplus diversus (L. Koch, 1879)[3] — Scandinavia, Russia, Mongolia, Alaska
- Tibioplus tachygynoides Tanasevitch, 1989 — Kirghizistan

### Specie trasferite
- Tibioplus arcuatus Tullgren, 1955; trasferita al genere Tibioploides Eskov & Marusik, 1991.

### Sinonimi
- Tibioplus nearcticus Chamberlin & Ivie, 1947; posta in sinonimia con T. diversus (L. Koch, 1879) a seguito di un lavoro di Holm del 1973.